# Geelsparchipmunk
De geelsparchipmunk (Neotamias amoenus)  is een zoogdier uit de familie van de eekhoorns (Sciuridae). De wetenschappelijke naam van de soort werd voor het eerst geldig gepubliceerd door J.A. Allen in 1890.

## Voorkomen
De soort komt voor in Canada en de Verenigde Staten.